# Eugeniusz Towarnicki
Eugeniusz Towarnicki (ur. 4 stycznia 1904 w Kołomyi (obecnie Ukraina), zm. 19 marca 1971 w Krakowie) – flecista, pedagog, autor podręcznika do nauki gry na tym instrumencie Szkoła na flet.
W 2020 odbył się I Międzynarodowy Konkurs Fletowy im. Eugeniusza Towarnickiego, którego organizatorem była Akademia Muzyczna im. I. J. Paderewskiego w Poznaniu; a współorganizatorami Uniwersytet Muzyczny Fryderyka Chopina w Warszawie oraz Akademia Muzyczna im. G. i K. Bacewiczów w Łodzi.